# Frankrijk op de Olympische Zomerspelen 1912
Frankrijk nam deel aan de Olympische Zomerspelen 1912 in Stockholm, Zweden. 

## Medailleoverzicht
| Sport        | Olympiër                                                         | Discipline                      | Medaille |
| ------------ | ---------------------------------------------------------------- | ------------------------------- | -------- |
| Paardensport | Jean Cariou                                                      | springconcours individueel      | Goud     |
| Schietsport  | Paul Colas                                                       | 600m vrij geweer (m)            | Goud     |
| Schietsport  | Paul Colas                                                       | 300m vrij geweer 3 posities (m) | Goud     |
| Tennis       | André Gobert                                                     | enkelspel indoor (m)            | Goud     |
| Tennis       | Marguerite Broquedis                                             | enkelspel indoor (v)            | Goud     |
| Tennis       | André Gobert Maurice Germot                                      | dubbelspel indoor (m)           | Goud     |
| Zeilen       | Amédée Thubé Gaston Thubé Jacques Thubé                          | 6m klasse (m)                   | Goud     |
| Atletiek     | Jean Bouin                                                       | 5000m (m)                       | Zilver   |
| Atletiek     | Charles Poulenard Pierre Failliot Charles Lelong Robert Schurrer | 4x400m (m)                      | Zilver   |
| Paardensport | Michel Dufourt Jean Cariou Bernard Meyer Albert Seigner          | springconcours team             | Zilver   |
| Turnen       | Louis Segura                                                     | individuele meerkamp (m)        | Zilver   |
| Paardensport | Jean Cariou                                                      | eventing individueel            | Brons    |
| Tennis       | Albert Canet Eduard Meny De Marangue                             | dubbelspel outdoor (m)          | Brons    |
| Tennis       | Marguerite Broquedis Albert Canet                                | dubbelspel outdoor (g)          | Brons    |

## Deelnemers en resultaten

### Atletiek
| Olympiër                                                         | Discipline               | Resultaat     | Prestatie                                            |
| ---------------------------------------------------------------- | ------------------------ | ------------- | ---------------------------------------------------- |
| Julien Boullery                                                  | 100m (m)                 | series        | serie 15: 3de                                        |
| Marius Delaby                                                    | 100m (m)                 | series        | serie 10: 3de                                        |
| Pierre Failliot                                                  | 100m (m)                 | series        | serie 3: 3de                                         |
| Charles Lelong                                                   | 100m (m)                 | series        | serie 7: 3de                                         |
| René Mourlon                                                     | 100m (m)                 | halve finale  | serie 11: 2de halve finale 4: 5de                    |
| Georges Rolot                                                    | 100m (m)                 | series        | serie 9: 4de                                         |
| Robert Schurrer                                                  | 100m (m)                 | series        | serie 6: 4de                                         |
| Pierre Failliot                                                  | 200m (m)                 | series        | serie 11: 3de                                        |
| Charles Lelong                                                   | 200m (m)                 | series        | serie 9: 3de                                         |
| Georges Malfait                                                  | 200m (m)                 | series        | serie 7: 5de                                         |
| Charles Poulenard                                                | 200m (m)                 | series        | serie 2: 3de                                         |
| Georges Rolot                                                    | 200m (m)                 | halve finale  | serie 1: 2de in 22,7 halve finale 3: 3de             |
| Robert Schurrer                                                  | 200m (m)                 | halve finale  | serie 18: 2de halve finale 6: 5de                    |
| Charles Lelong                                                   | 400m (m)                 | halve finale  | serie 5: 1ste in 50,2 halve finale 2: 3de            |
| Georges Malfait                                                  | 400m (m)                 | series        | serie 8: 3de                                         |
| Charles Poulenard                                                | 400m (m)                 | halve finale  | serie 1: 2de in 50,7 halve finale 1: 5de             |
| Georges Rolot                                                    | 400m (m)                 | series        | serie 12: 5de                                        |
| Robert Schurrer                                                  | 400m (m)                 | series        | serie 15: 5de                                        |
| Joseph Caullé                                                    | 800m (m)                 | series        | serie 1: 5de                                         |
| Charles Poulenard                                                | 800m (m)                 | series        | serie 4: 3de                                         |
| Henri Arnaud                                                     | 1500m (m)                | 9-14e         | serie 3: 2de in 4.05,4 finale: 9-14de                |
| Jean Bouin                                                       | 5000m (m)                | Zilver        | serie 5: 1ste in 15.05,0 (OR) finale: 2de in 14.36,7 |
| Charles Poulenard                                                | 5000m (m)                | DNF           | serie 5: niet gefinisht                              |
| Gaston Heuet                                                     | 10000m (m)               | DNS           | serie 1: 3de in 34.50,0 finale: niet gestart         |
| Géo André                                                        | 110m horden (m)          | >halve finale | serie 3: 2de in 16,8 halve finale 6: 3de             |
| Marius Delaby                                                    | 110m horden (m)          | halve finale  | serie 6: 1ste in 16,0 halve finale 2: 3de in 16,2    |
| Pierre Failliot Georges Rolot Charles Lelong René Mourlon        | 4x100m (m)               | 7e            | serie 6: 2de in 43,8                                 |
| Charles Lelong Robert Schurrer Pierre Failliot Charles Poulenard | 4x400m (m)               | Zilver        | serie 3: 1ste in 3.22,5 finale: 2de in 3.20,7        |
| Ben Allel                                                        | marathon (m)             | DNS           | niet gestart                                         |
| Renon Boissière                                                  | marathon (m)             | 13e           | 2:51.06,6                                            |
| Jean Capelle                                                     | marathon (m)             | DNS           | niet gestart                                         |
| Paul Coulond                                                     | marathon (m)             | DNS           | niet gestart                                         |
| Ahmed Djebelia                                                   | marathon (m)             | DNS           | niet gestart                                         |
| Gaston Heuet                                                     | marathon (m)             | DNS           | niet gestart                                         |
| Charles Lelong                                                   | marathon (m)             | series        | serie 7: 3de                                         |
| Jean Lespielle                                                   | marathon (m)             | DNS           | niet gestart                                         |
| Henry Lorgnat                                                    | marathon (m)             | DNS           | niet gestart                                         |
| Louis Pauteux                                                    | marathon (m)             | DNF           | niet gefinisht                                       |
| André Campana                                                    | verspringen (m)          | 16e           | kwalificatie: 16de met 6,64m                         |
| Géo André                                                        | hoogspringen (m)         | 23e           | kwalificatie groep C: 7de met 1,70m                  |
| Marius Delaby                                                    | hoogspringen (m)         | DNF           | kwalificatie groep A: geen geldige poging            |
| Armand Estang                                                    | hoogspringen (m)         | DNF           | kwalificatie groep A: geen geldige poging            |
| André Labat                                                      | hoogspringen (m)         | 13e           | kwalificatie groep C: 4de met 1,75m                  |
| Michel Meerz                                                     | hoogspringen (m)         | 28e           | kwalificatie groep A: 11de met 1,60m                 |
| Fernand Gonder                                                   | polsstokhoogspringen (m) | 15e           | kwalificatie groep A: 8ste met 3,50m                 |
| Géo André                                                        | staand verspringen (m)   | 14e           | kwalificatie groep D: 5de met 3,02m                  |
| Alfred Motté                                                     | staand verspringen (m)   | 10e           | kwalificatie groep A: 2de met 3,10m                  |
| Géo André                                                        | staand hoogspringen (m)  | 7e            | kwalificatie groep C: 2de met 1,45m                  |
| Charles Lagarde                                                  | kogelstoten (m)          | 22e           | kwalificatie groep C: 6de met 9,41m                  |
| Raoul Paoli                                                      | kogelstoten (m)          | 16e           | kwalificatie groep B: 4de met 11,11m                 |
| André Tison                                                      | kogelstoten (m)          | 9e            | kwalificatie groep C: 3de met 12,41m                 |
| Charles Lagarde                                                  | discuswerpen (m)         | 36e           | kwalificatie groep E: 8ste met 32,35m                |
| André Tison                                                      | discuswerpen (m)         | 30e           | kwalificatie groep E: 6de met 34,73m                 |
| Géo André                                                        | vijfkamp (m)             | DNF           | niet gefinisht                                       |
| Pierre Failliot                                                  | vijfkamp (m)             | DNF           | niet gefinisht                                       |
| Géo André                                                        | tienkamp (m)             | DNF           | niet gefinisht                                       |
| Pierre Failliot                                                  | tienkamp (m)             | DNF           | niet gefinisht                                       |
| Jean Bouin                                                       | veldlopen (m)            | DNF           | niet gefinisht                                       |

### Moderne vijfkamp
| Olympiër           | Discipline | Resultaat | Prestatie |
| ------------------ | ---------- | --------- | --------- |
| Georges Brulé      | mannen     | 19e       | 83 punten |
| Jean de Mas Latrie | mannen     | 15e       | 73 punten |

### Paardensport
| Olympiër                                                            | Discipline  | Resultaat | Prestatie      |
| Dressuur                                                            | Dressuur    | Dressuur  | Dressuur       |
| ------------------------------------------------------------------- | ----------- | --------- | -------------- |
| Jacques Cariou                                                      | individueel | 14e       | 94 punten      |
| Pierre Dufour d'Astafort                                            | individueel | 19e       | 123 punten     |
| Gaston Seigner                                                      | individueel | 10e       | 73 punten      |
| Eventing                                                            |             |           |                |
| Jacques Cariou                                                      | individueel | Brons     | 46,32 punten   |
| Pierre Dufour d'Astafort                                            | individueel | DNF       | niet gefinisht |
| Ernest Meyer                                                        | individueel | 12e       | 45,30 punten   |
| Gaston Seigner                                                      | individueel | 14e       | 45,15 punten   |
| Jacques Cariou Pierre Dufour d'Astafort Ernest Meyer Gaston Seigner | individueel | 4e        | 136,77 punten  |
| Springconcours                                                      |             |           |                |
| Pierre Dufour d'Astafort                                            | individueel | 13e       | 179 punten     |
| Ernest Meyer                                                        | individueel | 19e       | niet gefinisht |
| Jacques Cariou Pierre Dufour d'Astafort Ernest Meyer Gaston Seigner | individueel | Zilver    | 538 punten     |

### Roeien
| Olympiër | Discipline             | Resultaat | Prestatie                |
| --- | ---------------------- | --------- | ------------------------ |
| André Mirambeau Louis Thomaturgé René Saintongey Pierre Alibert François Elichagaray                                                | vier-met (m)           | 9e        | serie 2: V van Finland   |
| Charles Garnier Alphonse Meignant Auguste Richard Gabriel Poix François Elichagaray                                                 | vier-met inriggers (m) | 5e        | serie 2: V van Noorwegen |
| Gabriel St. Laurent Marius Lejeune Louis Lafitte Jean Elichagaray Joseph Campot Etienne Lesbats Pierre Alvarez François Elichagaray | acht (m)               | 9e        | serie 1: V van Duitsland |

### Schietsport
| Olympiër                                                                                             | Discipline                          | Resultaat | Prestatie      |
| --- | ----------------------------------- | --------- | -------------- |
| André Regaud                                                                                         | 50m geweer liggend (m)              | 41e       | 125 punten     |
| Louis Percy Paul Colas Raoul de Boigne Pierre Gentil Léon Johnson Maxime Landin                      | geweer team (m)                     | 5e        | 1515 punten    |
| Paul Colas                                                                                           | 300m vrij geweer 3 posities (m)     | Goud      | 987 punten     |
| Raoul de Boigne                                                                                      | 300m vrij geweer 3 posities (m)     | 53e       | 806 punten     |
| Pierre Gentil                                                                                        | 300m vrij geweer 3 posities (m)     | DNF       | niet gefinisht |
| Léon Johnson                                                                                         | 300m vrij geweer 3 posities (m)     | 24e       | 908 punten     |
| Auguste Marion                                                                                       | 300m vrij geweer 3 posities (m)     | 45e       | 868 punten     |
| Louis Percy                                                                                          | 300m vrij geweer 3 posities (m)     | 44e       | 868 punten     |
| Athanase Sartori                                                                                     | 300m vrij geweer 3 posities (m)     | 63e       | 754 punten     |
| Paul Colas                                                                                           | 600m vrij geweer (m)                | Goud      | 94 punten      |
| Raoul de Boigne                                                                                      | 600m vrij geweer (m)                | 50e       | 73 punten      |
| Pierre Gentil                                                                                        | 600m vrij geweer (m)                | 69e       | 65 punten      |
| Auguste Marion                                                                                       | 600m vrij geweer (m)                | 63e       | 69 punten      |
| Daniel Mérillon                                                                                      | 600m vrij geweer (m)                | 64e       | 69 punten      |
| Louis Percy                                                                                          | 600m vrij geweer (m)                | 20e       | 83 punten      |
| Athanase Sartori                                                                                     | 600m vrij geweer (m)                | 84e       | 32 punten      |
| Paul Colas Raoul de Boigne Pierre Gentil Léon Johnson Auguste Marion Louis Percy                     | vrij geweer team (m)                | 4e        | 5471 punten    |
| Paul Colas                                                                                           | 300m militair geweer 3 posities (m) | 22e       | 86 punten      |
| Raoul de Boigne                                                                                      | 300m militair geweer 3 posities (m) | 58e       | 73 punten      |
| Pierre Gentil                                                                                        | 300m militair geweer 3 posities (m) | 61e       | 71 punten      |
| Maxime Landin                                                                                        | 300m militair geweer 3 posities (m) | 70e       | 67 punten      |
| Daniel Mérillon                                                                                      | 300m militair geweer 3 posities (m) | 78e       | 62 punten      |
| Louis Percy                                                                                          | 300m militair geweer 3 posities (m) | 23e       | 85 punten      |
| Athanase Sartori                                                                                     | 300m militair geweer 3 posities (m) | 90e       | 38 punten      |
| Pierre Gentil                                                                                        | 25m geweer (m)                      | 27e       | 176 punten     |
| Léon Johnson                                                                                         | 25m geweer (m)                      | 19e       | 203 punten     |
| Léon Johnson Pierre Gentil André Regaud Maxime Landin                                                | 50m geweer team (m)                 | 4e        | 714 punten     |
| Charles de Jaubert                                                                                   | 100m bewegend hert 2 schoten (m)    | 10e       | 60 punten      |
| Léon Johnson                                                                                         | 50m pistool (m)                     | 10e       | 454 punten     |
| André Regaud                                                                                         | 50m pistool (m)                     | 15e       | 447 punten     |
| Henri de Castex                                                                                      | 30m snelvuurpistool (m)             | 42e       | 140 punten     |
| Georges de Crequi-Montfort                                                                           | 30m snelvuurpistool (m)             | 26e       | 263 punten     |
| Charles de Jaubert                                                                                   | 30m snelvuurpistool (m)             | 36e       | 229 punten     |
| Maurice Fauré                                                                                        | 30m snelvuurpistool (m)             | 31e       | 250 punten     |
| Edmond Sandoz                                                                                        | 30m snelvuurpistool (m)             | 12e       | 272 punten     |
| Edmond Sandoz Charles de Jaubert Georges de Crequi-Montfort Maurice Fauré                            | 30m militair pistool team (m)       | 6e        | 1041 punten    |
| Édoard Creuzé                                                                                        | trap (m)                            | 41e       | 14 punten      |
| Henri de Castex                                                                                      | trap (m)                            | 29e       | 38 punten      |
| Georges de Crequi-Montfort                                                                           | trap (m)                            | 35e       | 36 punten      |
| Charles de Jaubert                                                                                   | trap (m)                            | 25e       | 77 punten      |
| André Fleury                                                                                         | trap (m)                            | 27e       | 74 punten      |
| Henri le Marié                                                                                       | trap (m)                            | 51e       | 12 punten      |
| René Texier                                                                                          | trap (m)                            | 45e       | 13 punten      |
| André Fleury Henri de Castex Georges de Crequi-Montfort Charles de Jaubert René Texier Édoard Creuzé | kleiduiven team (m)                 | 6e        | 90 punten      |

### Tennis
| Olympiër                              | Discipline                     | Resultaat | Prestatie |
| ------------------------------------- | ------------------------------ | --------- | --- |
| Jean-Pierre Samazeuilh                | enkelspel outdoor (m)          | 33e       | 1ste ronde: vrij 2de ronde: V van SWE Möller: walk-over |
| Jean Montariol                        | enkelspel outdoor (m)          | 33e       | 1ste ronde: vrij 2de ronde: V van GER Schomburgk: walk-over |
| François Blanchy                      | enkelspel outdoor (m)          | 17e       | 1ste ronde: W van BOH Hyks: 5-7, 6-1, 6-2, 6-1 2de ronde: V van RSA Tapscott: 6-1, 7-5, 3-6, 4-6, 4-6 |
| Édouard Mény de Marangue              | enkelspel outdoor (m)          | 33e       | 1ste ronde: vrij 2de ronde: V van GER Heyden: 9-7, 6-4, 2-6, 5-7, 1-6 |
| Albert Canet                          | enkelspel outdoor (m)          | 17e       | 1ste ronde: W van NOR Langaard: 6-3, 6-0, 6-1 2de ronde: V van USA Pell: 2-6, 3-6, 4-6 |
| D Lawton                              | enkelspel outdoor (m)          | 33e       | 1ste ronde: vrij 2de ronde: V van NOR Stibolt: walk-over |
| Jean-Pierre Samazeuilh D Lawton       | dubbelspel outdoor (m)         | 17e       | 1ste ronde: V van FRA Canet/de Marangue: walk-over |
| Albert Canet Édouard Mény de Marangue | dubbelspel outdoor (m)         | Brons     | 1ste ronde: W van FRA Samazeuilh/Lawton: walk-over 2de ronde: W van GER Schomburgk/von Müller: 6-8, 6-3, 6-2, 6-3 kwartfinale: W van RUS Soemarokov/Alenitsyn: 6-3, 6-0, 6-1 halve finale: V van AUT Pipes/Zborzil: 5-7, 6-2, 6-3, 8-10, 8-10 bronzen finale: W van BOH Just/Hyks: 13-11, 6-3, 8-6 |
| François Blanchy Jean Montariol       | dubbelspel outdoor (m)         | 17e       | 1ste ronde: V van RUS Soemarokov/Alenitsyn: walk-over |
| Max Degucis                           | enkelspel indoor (m)           | 17e       | 1ste ronde: V van BOH Just: walk-over |
| Maurice Germot                        | enkelspel indoor (m)           | 9e        | 1ste ronde: W van GBR Beamish: 4-6, 6-2, 4-6, 6-2, 6-4 2de ronde: V van GBR Lowe: 4-6, 6-3, 1-6, 4-6 |
| André Gobert                          | enkelspel indoor (m)           | Goud      | 1ste ronde: W van DEN Larsen: 8-6, 6-1, 5-7, 8-6 2de ronde: W van SWE Kempe: 6-1, 6-2, 7-5 kwartfinale: W van GBR Lowe: 6-1, 6-1, 6-3 halve finale: W van GBR Lowe: 6-4, 10-8, 2-6, 2-6, 6-2 finale: W van GBR Dixon: 8-6, 6-4, 6-4                                                                |
| Maurice Germot André Gobert           | dubbelspel indoor (m)          | Goud      | 1ste ronde: W van BOH Just/Sebek: walk-over kwartfinale: W van GBR A Lowe/G Lowe: 3-6, 6-8, 6-4, 6-2, 6-3 halve finale: W van GBR Beamish/Dixon: 6-3, 6-1, 6-2 finale: W van SWE Kempe/Setterwall: 4-6, 14-12, 6-2, 6-4                                                                            |
|                                       |                                |           | |
| Marguerite Broquedis                  | enkelspel outdoor (v)          | Goud      | 1ste ronde: W van BOH von Lobkowitz: walk-over kwartfinale: W van SWE Cederschiöld: 6-1, 6-4 halve finale: W van NOR Bjurstedt: 6-3, 2-6, 6-4 finale: W van GER Köring: 4-6, 6-3, 6-4 |
| Marie Décugis                         | enkelspel indoor (v)           | 5e        | 1ste ronde: vrij kwartfinale: V van GBR Parton: walk-over |
|                                       |                                |           | |
| Marguerite Broquedis Alvert Canet     | gemengd dubbelspel outdoor (m) | Brons     | 1ste ronde: W van SWE Arnheim/Nylen: 6-2, 6-4 kwartfinale: W van SWE Cederschiöld/Kempe: walk-over halve finale: V van GER Köring/Schomburgk: 2-6, 3-6 bronzen finale: W van GER Rieck/Kreuzer: walk-over                                                                                          |
| Marie Décugis Max Degucis             | gemengd dubbelspel indoor (m)  | 5e        | 1ste ronde: vrij kwartfinale: V van SWE Cederschiöld/Kempe: walk-over |

### Turnen
| Olympiër            | Discipline               | Resultaat | Prestatie     |
| ------------------- | ------------------------ | --------- | ------------- |
| Antoine Costa       | individuele meerkamp (m) | 10e       | 124,50 punten |
| Marcel Lalu         | individuele meerkamp (m) | 7e        | 127,00 punten |
| Louis-Charles Marty | individuele meerkamp (m) | 11e       | 122,50 punten |
| Auguste Pompogne    | individuele meerkamp (m) | 14e       | 118,00 punten |
| Louis Ségura        | individuele meerkamp (m) | Zilver    | 132,50 punten |
| Marco Torrès        | individuele meerkamp (m) | 7e        | 127,00 punten |

### Waterpolo
| Olympiër | Discipline | Resultaat | Prestatie                                                             |
| --- | ---------- | --------- | --------------------------------------------------------------------- |
| Gustave Prouvost Gaston Vanlaere Georges Rigal Paul Beulque Jean Thorailles Henri Decoin Paul Vasseur Jean Rodier | mannen     | 5e        | 1ste ronde: V van Zweden: 2-7 zilveren kwartfinale: V van België: 1-4 |

### Wielersport
| Olympiër                                                 | Discipline         | Resultaat | Prestatie      |
| -------------------------------------------------------- | ------------------ | --------- | -------------- |
| Gaston Alancourt                                         | tijdrit (m)        | 91e       | 14:23.59,3     |
| Louis Bès                                                | tijdrit (m)        | DNF       | niet gefinisht |
| André Capelle                                            | tijdrit (m)        | 50e       | 11:59.48,4     |
| Étienne Chéret                                           | tijdrit (m)        | 89e       | 14:15.18,1     |
| René Gagnet                                              | tijdrit (m)        | 64e       | 12:20.36,2     |
| André Lepère                                             | tijdrit (m)        | 93e       | 15:03.18,1     |
| Jacques Marcault                                         | tijdrit (m)        | DNF       | niet gefinisht |
| Alexis Michiels                                          | tijdrit (m)        | 94e       | 15:15.59,2     |
| Pierre Peinaud                                           | tijdrit (m)        | 92e       | 14:49.59,4     |
| Joseph Racine                                            | tijdrit (m)        | 40e       | 11:50.32,7     |
| René Rillon                                              | tijdrit (m)        | DNF       | niet gefinisht |
| Georges Valentin                                         | tijdrit (m)        | 83e       | 13:33.59,7     |
| Joseph Racine André Capelle René Gagnet Georges Valentin | ploegentijdrit (m) | 10e       | 49:44.35,2     |

### Worstelen
| Olympiër         | Discipline     | Resultaat      | Prestatie                                                     |
| Grieks-Romeins   | Grieks-Romeins | Grieks-Romeins | Grieks-Romeins                                                |
| ---------------- | -------------- | -------------- | ------------------------------------------------------------- |
| Jean Bouffechoux | -67,5kg (m)    | 29e            | 1ste ronde: V van FIN Salonen 2de ronde: V van FIN Väre       |
| Raymond Cabal    | -67,5kg (m)    | 29e            | 1ste ronde: V van NOR Lofthus 2de ronde: V van SWE Mathiasson |
| Eugène Lesieur   | -67,5kg (m)    | 29e            | 1ste ronde: V van NOR Wikström 2de ronde: V van HUN Orosz     |
| Adrien Barrier   | -75kg (m)      | 27e            | 1ste ronde: V van SWE Andersson 2de ronde: V van POR Victal   |
| Édouard Martin   | -82,5kg (m)    | 19e            | 1ste ronde: V van FIN Böhling 2de ronde: V van SWE Ahlgren    |
| Raoul Paoli      | +82,5kg (m)    | 12e            | 1ste ronde: V van FIN Olin 2de ronde: V van FIN Viljaama      |

### Zeilen
| Olympiër                                | Discipline | Resultaat | Prestatie |
| --------------------------------------- | ---------- | --------- | --------- |
| Gaston Thubé Amédée Thubé Jacques Thubé | 6m         | Goud      | 17 punten |

### Zwemmen
| Olympiër       | Discipline           | Resultaat | Prestatie                                          |
| -------------- | -------------------- | --------- | -------------------------------------------------- |
| Gérard Meister | 100m vrije slag (m)  | series    | serie 5: 4de in 1.16,6                             |
| Georges Rigal  | 100m vrije slag (m)  | DNF       | serie 8: 2de in 1.17,8 kwartfinale 1: niet gestart |
| Auguste Caby   | 1500m vrije slag (m) | DNF       | serie 2: niet gefinisht                            |

Australazië · België · Bohemen · Canada · Chili · Denemarken · Duitsland · Egypte · Finland · Frankrijk · Griekenland · Groot-Brittannië · Hongarije · IJsland · Italië · Japan · Luxemburg · Nederland · Noorwegen · Oostenrijk · Portugal · Rusland · Servië · Turkije · Verenigde Staten · Zuid-Afrika · Zweden · Zwitserland